# 超级马力欧银河
《超級瑪利歐銀河》是一款由任天堂開發的Wii平臺3D遊戲。該作是瑪利歐系列繼《超级瑪利歐64》、《超級瑪利歐陽光》之後的的第三款3D遊戲。本作的主要劇情圍繞拯救碧姬公主以及從库巴魔王手中拯救宇宙展開。遊戲最初公布於2006年的E3，後宣布延期；最後於2007年11月開始於大部分地區發售；游戏在发售后获业界高度评价。2020年，为纪念超級瑪利歐系列35周年，任天堂宣佈該作與《超級瑪利歐64》和《超級瑪利歐陽光》一同捆綁在《超級瑪利歐 3D收藏輯》中并於2020年9月18日登錄任天堂Switch。

## 內容
本遊戲最注重的地方是重力反轉和「星球」，但是少了沙盒世界的元素，而偏向平台跳躍。

## 故事
每個世紀，在七夕節前夕，一顆掃帚星從蘑菇王國上空經過，並導致神奇的星星和星塵墜落到下面的星球上。碧姬公主邀請瑪利歐到她的城堡參加慶典並收到一份特別的禮物。當瑪利歐到達城堡花園時，庫巴突然用他的飛船攻擊奇諾比奧並將它們包裹在水晶中。他“邀請”碧姬公主創建他全新的星系，並用不明飛行物將城堡抬離地面把它帶到宇宙的中心，帶著她、兩個奇諾比奧和瑪利歐。在瑪利歐到達碧姬公主之前，卡美克突然出現並向他施了一個咒語，將他送入太空。在卡美克用另一個咒語扭曲城堡之前，碧姬公主在她被綁架之前攜帶的杏色奇可逃跑尋找瑪利歐。
瑪利歐在一個長滿草的小星球上（天之門銀河）被奇可王子喚醒。在這裡，他遇到了其他的奇可和羅潔塔，一個神秘的女人，她是星系的保護者和奇可的母親。她告訴瑪利歐，她的飛船掃帚星天文台的能量之星被庫巴偷走了。沒有它們，掃帚星天文台就無法在太空中移動。羅潔塔請求他收回她的力量星星和光榮星星。作為交換，她提出幫助營救碧姬公主並擊敗庫巴。羅潔塔給了奇可王子以幫助他完成任務。他授予瑪利歐旋轉和穿越空間的能力。他們一起前往開放的各個星系穹頂獲得力量星星。在一個星系中完成任務後，瑪利歐會收集一顆力量星星並解鎖下一個任務。大多數圓頂包含五個星系。瑪利歐收集了足夠多的力量星星之後，當前穹頂中的下一個星系就是一個敵人基地，庫巴或庫巴Jr.將使用其中一顆光榮星星的力量，即各種各樣的力量星星。拯救大明星解鎖下一個穹頂。當收集到足夠多的力量星星時，掃帚星天文台會將瑪利歐帶到宇宙的中心。
到達庫巴銀河工廠後，瑪利歐在他全新的星系中擊敗了庫巴，取回了最後一顆光榮星星，並救出了碧姬公主。就在這時，庫巴近乎完整的星系中的一顆大太陽經歷了超新星爆發，變成了一個超大質量黑洞，開始吸入一切。來自掃帚星天文台的奇可，包括奇可王子，為了中和黑洞而跳入黑洞，很快在大爆炸中蒸發。瑪利歐出現在羅潔塔面前，羅潔塔把他從災難中救了出來，並告訴他這不是結束，而是宇宙的新開始，它無限期地重複它的循環，每次都有一點不同。
瑪利歐後來在碧姬公主城堡附近的蘑菇王國醒來。他看到他在整個冒險過程中遇到的角色和敵人一起慶祝。庫巴和碧姬公主躺在他身邊，開始動彈。當他看向空中時，他注意到了一個新生的星系，羅潔塔的話在他腦海中迴響，並驚呼道：“歡迎！歡迎新星系！”畫面移動到太空中，展現出重建的宇宙。收集到 120 顆力量星星後，在法杖擲骰後會播放一段特殊的過場動畫：在天之門銀河的羅潔塔感謝玩家並說：“我會在星辰之外守護著你。” 在與掃帚星天文台一起起飛之後。獨自一人在超大質量黑洞留下的廢墟中，奇可王子出現在一艘破舊的星艦後面，這暗示了宇宙如何自我重複的想法。往事重演，走失的奇可王子尋找媽媽，也成為日後銀河2的延續。

## 遊戲音樂
自此遊戲開始，瑪利歐遊戲裡的背景音樂和配樂都逐漸改為以管弦樂為主。

## 來源
1. ↑  @英伟达SHIELD.新浪微博.2018-03-22.[2018-03-22].
2. ↑  . FileFront. July 18, 2007  [November 1, 2007]. （原始内容存档于2010-04-09）.
3. ↑  YouTube上的Super Mario 3D World - Big Band Orchestra Music